# Principia philosophiae

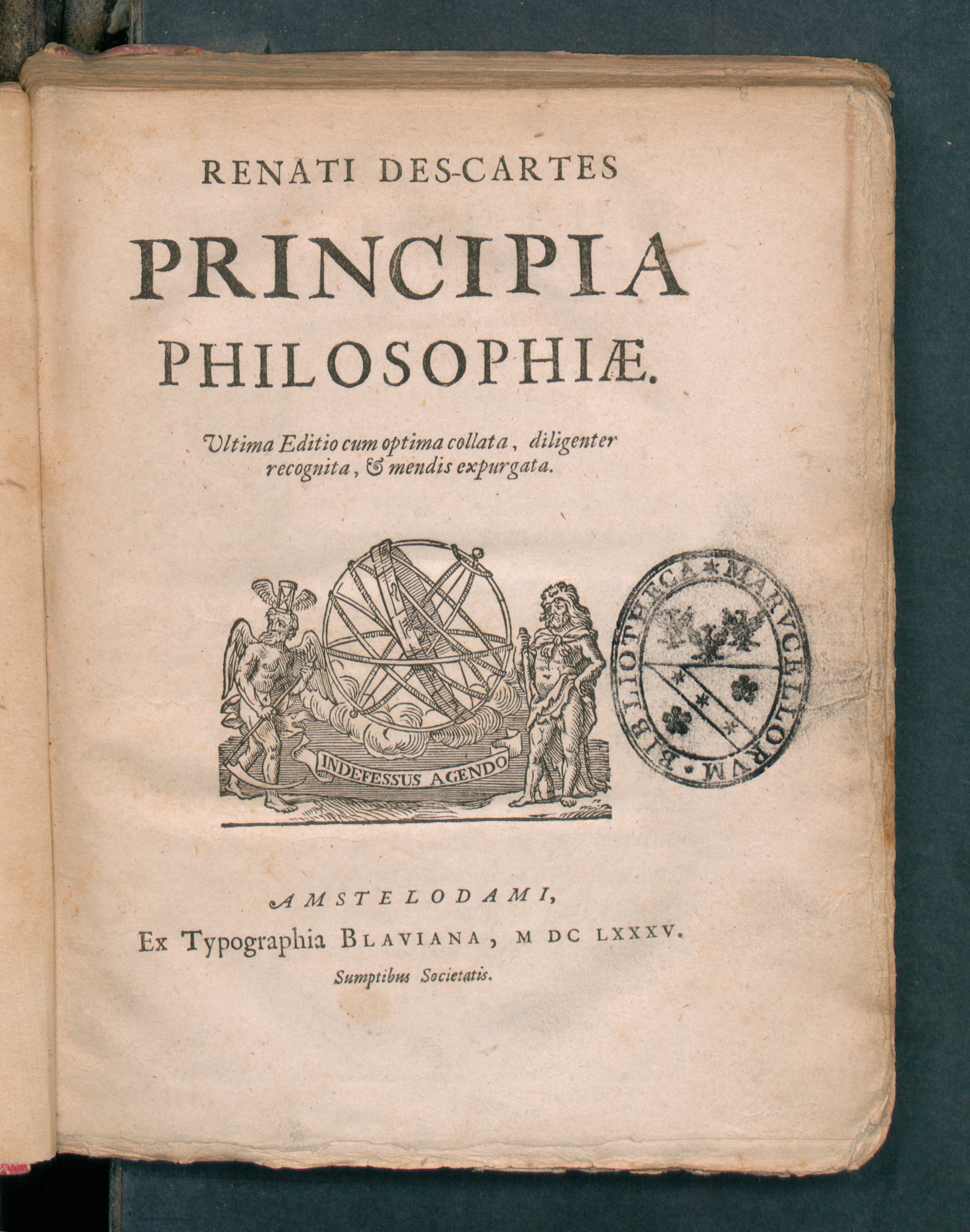
Principia philosophiae, 1685

Die Principia philosophiae (nlat: Die Prinzipien der Philosophie) ist eines der Hauptwerke von René Descartes. Es erschien 1644. Das Buch enthält eine systematische Zusammenfassung aller bisherigen Metaphysik, Kosmologie und Physik von Descartes und ist Elisabeth von der Pfalz gewidmet.

## Inhalt

### Erster Teil: Über die Prinzipien der menschlichen Erkenntnis
Der erste Teil fasst noch einmal in nicht ganz so analytischer Form zusammen, was zuvor im Discours (1637) und in den Meditationes (1641) genauer untersucht und festgestellt worden war, nämlich die Lehre vom universellen Zweifel und seine Aufhebung in der Selbstgewissheit, die fundamentale Unterscheidung zwischen Bewusstsein und ausgedehntem Ding, die Einführung Gottes als dem Garanten für die Zulänglichkeit der menschlichen Erkenntnis über den Zweifel hinaus, die Lehre vom Irrtum und Vorurteil und das Postulat der Evidenz jeglicher Wahrheit. Damit hat Descartes nun die Prinzipien zusammen, auf die er auch die Kosmologie, die Physik und alle anderen Wissenschaften stellen kann.

### Zweiter Teil: Über die Prinzipien der körperlichen Dinge
Der zweite Teil beginnt mit einem Nachweis der faktischen Existenz materieller, physischer Gegenstände. Die gesamte materielle Körperwelt ist für Descartes bestimmt durch die dreidimensionale Ausdehnung der Körper, die darauf bezogenen Physik ist für ihn ins Konkrete gewendete Geometrie. Der ausschließlich geometrisch-mathematische Charakter der im materiellen, physischen Kosmos herrschenden Gesetze und Ordnungsprinzipien ist für die kartesianische Physik und Kosmologie schlechthin verbindliche Grundvoraussetzung. Damit verpasst Descartes der mittelalterlich-scholastischen Physik mit ihrem Apparat an „substantiellen Formen“ und „realen Qualitäten“ praktisch den Todesstoß.

### Dritter Teil: Von der sichtbaren Welt
Im dritten Teil geht es um die Kosmologie und Astronomie von Descartes. Er unterscheidet drei Arten von Materie nach Graden ihrer Feinheit und Beweglichkeit und entwickelt daraus seine berühmte Lehre von den „Wirbeln“: Das gesamte Universum sei ein Spannungsgefüge von Materiewirbeln, in deren Zentrum sich jeweils ein Stern befinde. Den für die Kirche anstößigen Punkt der Bewegung der Erde um die Sonne versucht Descartes durch einen Hinweis auf die Relativität der Bewegung zu umgehen. Mit seiner Lehre von den Materiewirbeln war Descartes seiner Zeit weit voraus. Leider ist diese Idee durch die rigorose Intervention Newtons weitestgehend in Vergessenheit gerate. Daran hat auch die Neuauflage der Idee bei Kant und Laplace nichts ändern können.

### Vierter Teil: Über die Erde
Der vierte Teil behandelt die Physik in einem umfassenden Sinne anhand konkreter Fragestellungen. Auf der Grundlage alles bisher Gesagten sind von Descartes Probleme der Schwerkraft und des Magnetismus sowie zahlreiche Probleme aus den Bereichen der Chemie, der Meteorologie, der Geographie sowie der Physiologie erörtert und Lösungsansätze versucht worden.
Ein fünfter und sechster Teil über Pflanzen und Tiere sowie über den Menschen war nach Descartes eigenen Angaben zwar geplant, wurde aber nicht mehr ausgeführt.

## Wirkungsgeschichte
René Descartes gilt heute als der „erste große metaphysische Systematiker der Neuzeit“.:156 Während der Discours, die Meditationes und die Regulae für die Erkenntnistheorie wirkungsgeschichtlich bedeutsam wurden, bildet die Spätschrift Principia Philosophiae das metaphysische Hauptwerk Descartes‘, auch nach dessen eigenem Verständnis. Begonnen 1640, abgeschlossen bis zur Drucklegung 1644, umfasst die Schrift die Summe der Cartesianischen Naturphilosophie. Zudem ist sie Descartes‘ erste systematische Publikation zu seinem umfassenden Weltbild. Denn sein früheres Werk  zur Naturphilosophie, Le Monde (geschrieben 1633), wurde erst postum veröffentlicht.:87:115
In der zweiten Hälfte des 17. Jahrhunderts bis Anfang des 18. Jahrhunderts war es das wichtigste Werk Descartes‘. Zusammen mit Galileis Discorsi e dimostrazioni matematiche (1638) errichtete es einen neuen wissenschaftlichen Standard der Materieauffassung wie auch der mechanischen Naturgesetze. Nachfolgende Naturforscher des 17. Jahrhunderts waren in ihren Untersuchungen mittelbar wie unmittelbar von Descartes‘ Metaphysik der Principia Philosophiae ausgegangen. Allen voran sind Christiaan Huygens, Gottfried Wilhelm Leibniz und Johann I Bernoulli zu nennen, die grundlegende Elemente daraus verteidigten und fragwürdige Teile auszubessern suchten. Und Isaac Newtons Philosophiæ Naturalis Principia Mathematica von 1687 wurde als generelle Antithese zu Descartes‘ Schrift konzipiert, womit Newton im zweiten und dritten Buch die Cartesische Wirbeltheorie der Planetenbewegungen grundsätzlich zu widerlegen suchte.:14

### Begründung des populärwissenschaftlichen Stils
Descartes begründete mit den Principia Philosophiae eine neue Schreibweise der populären Darstellung eines wissenschaftlichen Sachtextes.

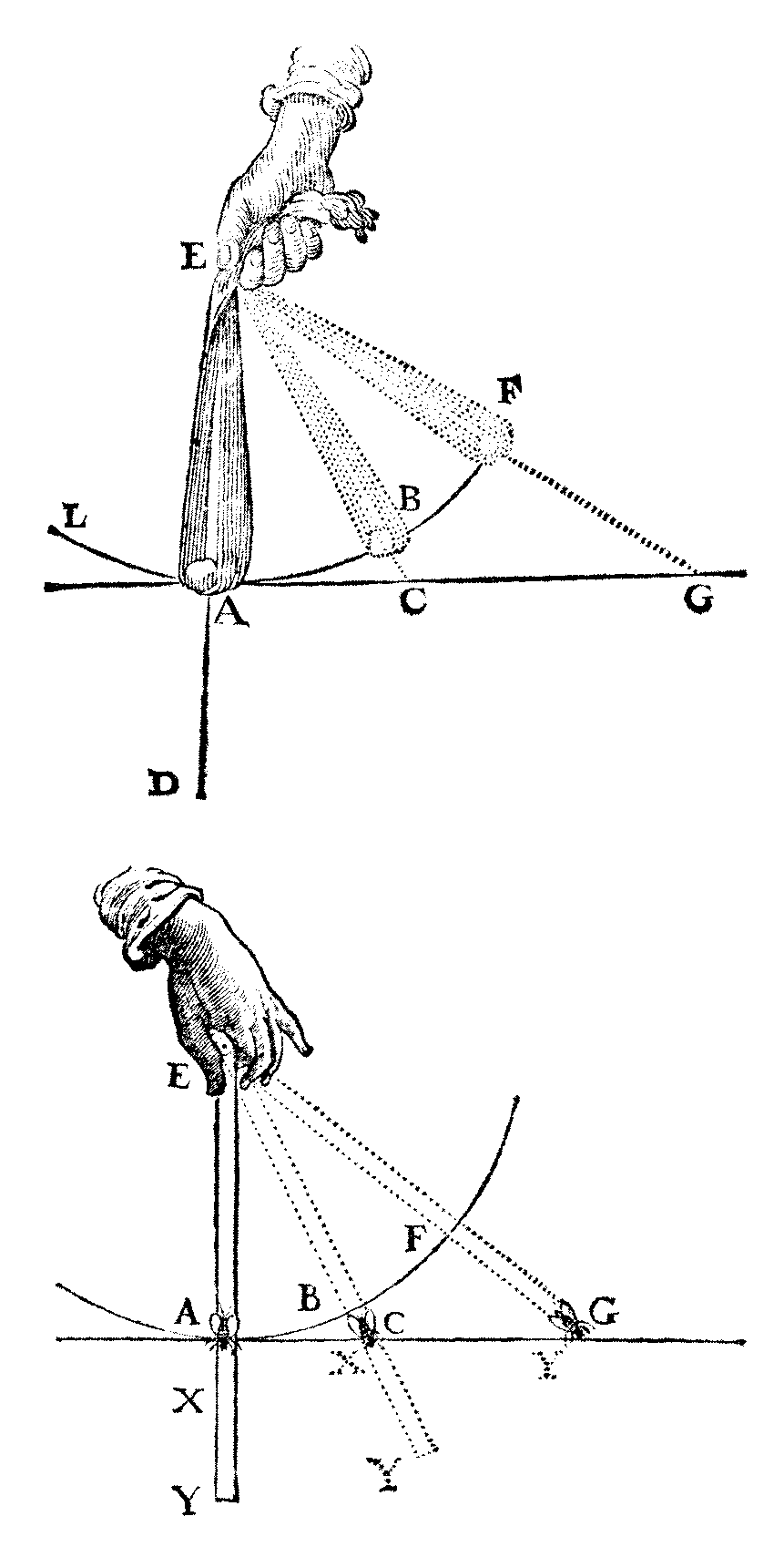
Abbildungen aus dem dritten Teil der Principia Philosophiae: zur Illustration der Trägheitskraft und ihrer zur Kreisbahn tangentialen Richtung

Alle Phänomene werden mit anschaulichen Bildern und mit Perspektivwechseln vorgestellt, sind in einfachen Termini formuliert, in denen mathematische Details ausgelassen worden sind. Die Schrift enthält zudem keinerlei Quellen und Fußnoten, keine Rückverweise auf andere Naturwissenschaftler und deren Ergebnisse.
Das ist ein bewusst gewähltes Stilmittel, welches Descartes auch erkenntnistheoretisch begründet. Um eine vollständige wie gesicherte Erkenntnis der natürlichen Sachverhalte zu erlangen, müssen sie der natürlichen Vernunft (raison naturelle) gemäß erschlossen worden und  der Intuition einsichtig gemacht sein. Wahrheitsgemäße Schlüsse sind „einfach“ in ihrer Struktur, nicht abstrakt oder formal. Und das müsse sich auch in der Darstellung der Sachverhalte widerspiegeln.:165:34
Entsprechend bekennt Descartes frühzeitig, dass er sich lieber in seiner Landessprache, der langue vulgaire, als im Lateinischen verständigt. Auch deswegen war Descartes die unmittelbar folgende Übersetzung der Principia Philosophiae im Jahr 1647 ins Französische durch seinen Freund Abbé François Picot sehr willkommen.
Descartes gibt eine optimale Leseweise vor, eine Anleitung für den Leser, um von den Sachverhalten der Principia vollkommen überzeugt zu werden. Das Werk möge wie eine Erzählung oder ein Roman aufgefasst werden. Zunächst solle das ganze Buch durchgelesen werden,

« […] ainsi qu’ un Roman, sans forcer beaucoup son attention, ny s’arrester aux difficultez qu’on y peut rencontrer, afin seulement de sçavoir en gros quelles sont le matieres don’t j’ay traité; »

„[…], wie einen Roman, […], ohne seine Aufmerksamkeit allzu sehr anzustrengen oder sich bei den Schwierigkeiten, auf die man etwa stoßen mag, aufzuhalten, damit man nur so ungefähr und im ganzen weiß, welche Gegenstände ich darin behandelt habe.“

Erst in einem zweiten und dritten Durchgang wäre dann die „Abfolge der Gründe“ näher zu untersuchen. Aufkeimende „Schwierigkeiten“ seien zwar zu markieren, aber dennoch müsse „kontinuierlich weitergelesen“ werden, um beim dritten Lesen „die Lösung der meisten Schwierigkeiten“ selber im Text finden zu können.
Descartes‘ erzählhafte Darstellung naturwissenschaftlicher Kontexte war in der Folge sehr erfolgreich. Vor allem philosophische Anhänger (wie etwa B. Fontenelle) begrüßten diese populärwissenschaftliche Darstellung zu einem Weltbild und setzten sie so auch in eigenen Werken um. Bei vielen nachfolgenden Mathematikern und Naturforschern stieß Descartes’ Leseanleitung hingegen auf Unverständnis: so auch bei C. Huygens oder G. W. Leibniz, die sie mitunter spöttisch kommentierten.:284